# MechWarrior (1993)
MechWarrior (у Японії — Battletech (яп. バトルテック)) — екшен-гра для SuperNES, дії якої розвиваються у всесвіті Battletech. На відміну від однойменної гри для персональних комп'ютерів, у цій грі, замість тривимірної рамкової графіки, використовується відеорежим Mode 7.
Гра має продовження MechWarrior 3050, у якому гра ведеться в ізометричній проєкції.

## Сюжет
Головним персонажем є пілот меха на ім'я Геррас, чию родину вбили військові повстанці з групи The Dark Wing Lance. Геррас вирішив помститися їм та вистежити лідера повстанців. Наприкінці гри він вистежує та вбиває членів Dark Wing Lance і мститься за смерть своєї родини.

## Ігровий процес
Ігровий процес можна схарактеризувати як симулятор фантастичної бойової машини. Гравцю належить керувати бойовим мехом — багатотонним роботом. У ході гри йому доведеться виконати сюжетні місії, битися з безліччю противників у різних світах вигаданого всесвіту Battletech. Гравець повинен ремонтувати і споряджати свого меха, також він може покращувати його та його озброєння.

### Мехи
Гра має унікальні мехи, розроблені спеціально для неї. Всього доступно 8 мехів — 4 легких, 2 середніх, важкий і штурмовий мех. Є можливість повністю змінювати екіпірування меха — броню, двигуни, зброю та додаткові пристрої.